# Hetq
Hetq (арм. Հետք — «След») — интернет-издание, издаваемое в Ереване, Армения. Оно было основано в 2001 году и на армянском языке, а с 2002 года публикуется также на английском языке.
Общественная организация «Журналисты-расследователи Армении» является неправительственной организацией, основанной 29 июля 2000 года, основной целью которой является содействие развитию журналистских расследований в Армении, а также укрепление и развитие свободы слова и демократических принципов.
С 2001 года организация выпускает фильмы-расследования и статьи по экологическим, социальным, образовательным, культурным, судебным, энергетическим, банковским сферам и другим вопросам в рамках различных проектов. Эти расследования выявили различные нарушения со стороны правительства, органов субъектов и местных органов власти, а также нарушения прав человека.
Следственные статьи издательства опубликовываются ведущими армянскими ежедневными газетами.
«Hetq» — первое издание в Армении, принявшее Кодекс этики, и каждый журналист, работающий с онлайн-изданием обязан следовать принципам Кодекса.
Интернет-издание также было местом, где студенты факультета журналистики ЕГУ получают опыт практики в офисах, в которых осуществляется деятельность онлайн-газеты.
Годовой бюджет издания в 2007 году достиг 90 000 евро, две трети из которых покрываются, в частности, за счёт субсидий Организации по безопасности и сотрудничеству в Европе (ОБСЕ).

## Членство
Неправительственная журналистская общественная организация является членом следующих организаций:
- С 2003 года: Глобальная сеть журналистских расследований[1]
- С 2005 года: Ассоциация европейских журналистов[2]
- С 2007 года: Центр по исследованию коррупции и организованной преступности (OCCRP)[3]